# Punta Berón
Punta Berón (spanisch) ist eine Landspitze von Half Moon Island im Archipel der Südlichen Shetlandinseln. Sie liegt an der Einfahrt zur Caleta Matamala.
Argentinische Wissenschaftler benannten sie. Der weitere Benennungshintergrund ist nicht hinterlegt.